# Exit (festival)
O Festival Exit (Em sérvio: Егзи; Egzit) é um festival de música que ocorre anualmente durante o verão na cidade de Novi Sad, na Sérvia. O festival já foi premiado como o melhor festival de música da Europa, pelo EU Festival Awards   